# 四家村
四家村（よつやむら）は、愛知県中島郡にかつてあった村。現在の稲沢市の南東部に該当する。
地名としての「四家」はなくなったが、区画整理後の地名（稲沢市井之口四家町）として痕跡がある。

## 歴史
- 1889年（明治22年）10月1日 - 六角堂村と井之口村が合併し、四家村が発足。
- 1906年（明治39年）5月10日 - 市田村、島田村、奥田村、日下部村と合併し大里村が発足。同日四家村廃止。